# Hampus Wanne
Olof Hampus Wanne, född 10 december 1993 i Stora Lundby församling i Älvsborgs län, är en svensk handbollsspelare. Han är högerhänt och spelar i anfall som vänstersexa. Sedan 2022 spelar han för det spanska storlaget FC Barcelona.

## Klubbkarriär
Wanne började spela handboll i Önnered men då han var 12 år bytte han klubb till Redbergslids IK där han spelade till han var 18 år. Han spelade sedan för Aranäs 2011-2013 men bytte mitt i säsongen till Önnered. Efter säsongen 2013 började han spela för tyska bundesligaklubben SG Flensburg Handewitt.Han var då fortsatt en okänd spelare i Sverige som visserligen hade meriter i ungdomslandslaget men saknade större erfarenheter av seniorhandboll. Wanne har sedan utvecklats i Flensburg och efter fyra år i den klubben fick han göra landslagsdebut. Framgångarna med Flensburg var stora med vinst i Champions League 2014. Wanne är också tysk mästare med klubben. 2022 lämnade han Flensburg, då han skrev ett treårigt kontrakt med spanska toppklubben FC Barcelona.

## Landslagskarriär
Hampus Wanne landslagsdebuterade mot Tyskland 2017 och redan året efter var han med i EM-truppen i Kroatien och tog en silvermedalj efter förlust mot Spanien i finalen. Han spelade sedan VM 2019 men missade EM 2020 på grund av skada. 2021 var han åter i landslaget i VM och fick med sig en silvermedalj. Wanne utsågs vid VM 2021 till turneringens vänstersexa i All Star Team. Han deltog även i OS 2020 i Tokyo.

## Meriter i klubblag
- Champions League-mästare 2014 med SG Flensburg-Handewitt och 2024 med FC Barcelona
- Tysk mästare 2018 och 2019 med SG Flensburg-Handewitt
- Tysk cupmästare 2015 med SG Flensburg-Handewitt
- Tysk supercupmästare 2019 med SG Flensburg-Handewitt
- Spansk mästare 2023 och 2024 med FC Barcelona
- Copa del Rey 2023 och 2024 med FC Barcelona
- Copa ASOBAL 2023 och 2024 med FC Barcelona
- Supercopa Ibérica 2022 och 2023 med FC Barcelona

## Individuella utmärkelser
- All star team VM 2021
- Årets spelare i svensk handboll 2020/21
- All star team EHF Champions League 2021/22
- All star team EM 2024

## Privat
Wanne är förlovad med tidigare handbollsspelaren Daniela Gustin.